# Секст Помпей Фест
Секст Помпе́й Фест (лат. Sextus Pompeius Festus, II століття н.е.) — граматик (мовознавець) латинської мови, лексикограф і письменник часів Римської імперії.

## Біографічні відомості
Ймовірно походив з Галії, міста Нарбонна. Про його молоді роки відомостей не збереглося.
Він жив або у часи або трохи пізніше за Марка Валерія Марціала, якого цитував у своїх творах, але раніше від Амбросія Феодосія Макробія, який, своєю чергою, цитував Секста Помпея.
Секст Помпей відомий у першу чергу, як автор словника-глосарія латинських слів і цікавих висловлювань у 20-ти книгах — «Про значення слів» (лат. De Verborum Significatu).
Марк Веррій Флакк, відомий граматик другої половини I століття до н. е., був автором об'ємного твору «лат. De Significatu Verborum», безпосередньо від якого збереглися лише два незначних фрагменти. Книга була тлумачним словником, зокрема малозрозумілих і застарілих слів й виразів та містила дані про державний, юридичний і релігійний устрій Римської імперії. Праця Секста Помпея Феста була коротким витягом з твору Флакка, причому головна увага була звернена на лексикографічні пояснення. Також Фест зробив критичні вставки і уривки з інших власних творів. Текст Фесту також повністю не дійшов до нашого часу, відомий у кількох фрагментах:
- рукопис, який було знайдено в Іллірії, уривки з якої навів Помпоній Лет у XV столітті;
- засновані на цьому ж рукопису з Іллірії фрагменти, переписані в 1485 році Манілієм Раллом, що зберігалися в бібліотеці будинку Фарнезе в Пармі, 1736 року були перенесені до Національної бібліотеки Віктора Емануїла III;
- скорочене перекладення твору Феста, яке виконав у VIII столітті Павло Диякон;
- інтерполяції Фульвіо Орсіні та Жозефа Скалігера.

Перше видання «Про значення слів» було надруковано 3 серпня 1471 в Мілані та мало назву «лат. Sext. Pompeius Festus de Verltorum Significatione».